# 조덕진
조덕진(1983년 2월 20일~)은 대한민국의 권투 선수로, 2008년 하계 올림픽에 참가했다. 2008년 올림픽 라이트 헤비급에 출전 자격을 얻은 한국의 아마추어 복서이다.